# Igor Cavalera
Igor Graziano Cavalera (* 4. září 1970 Belo Horizonte) je brazilský hudebník, zakládající člen skupiny Sepultura. První koncert se skupinou Sepultura absolvoval jako hudebník v roce 1984 v Barroliche Clubu v Belo Horizonte. Prvním mezinárodním koncertem byla Vídeň v roce 1989.
Igor Cavalera, bubeník a perkusionista, bratr Maxe Cavalery - exSepultura, nyní Soulfly - vkládá do svého razantního bubenického stylu také folklór brazilských indiánských kmenů, což se stalo poznávacím znamením kapely. Po vydání alba Dante XXI (2006) opustil Sepulturu a z metalu přešel k rapu a práci diskžokeje. V roce 2007 navázal po deseti letech spolupráci s bratrem Maxem za vzniku projektu Cavalera Conspiracy.
Poprvé se oženil s Monikou Bass Cavalerou a podruhé s Laimou Leytonou. Má čtyři děti.